# Puentes de Don Francisco
Los puentes de Don Francisco (antiguamente también «puentes de San Francisco») son dos puentes del siglo XVI ubicados consecutivamente en la confluencia de los ríos Almonte y Tamuja, en la provincia española de Cáceres. Se hallan sumergidos bajo las aguas del embalse de Alcántara, haciéndose visibles en tiempo seco.

## Localización
Unen las márgenes exteriores de la confluencia de los ríos Almonte y Tamuja aprovechando el extremo de la península interior. Las márgenes derecha e izquierda pertenecen respectivamente a los municipios de Talaván y Cáceres, mientras que la península, conocida coloquialmente como el Aguijón de Pantoja, pertenece al municipio de Trujillo. La localidad más cercana es Santiago del Campo, a 6 km de distancia. Escasos metros río abajo, se halla el puente que se usa actualmente, perteneciente a la carretera EX-390 que une la capital provincial con Torrejón el Rubio.

## Historia
Fueron construidos en torno a 1530 por la aportación del mecenas cacereño Francisco de Carvajal y Sande, de quien deriva el nombre «Don Francisco». Era sobrino del cardenal Bernardino y estaba convencido de que el camino más rápido para ir de Cáceres a Plasencia se hacía cruzando el Tajo en el puerto fluvial de Talaván, ya que llevaba recto al castillo de Mirabel a través del valle de la rivera del Castaño. El plan consistía en fomentar ese camino, conocido como «camino de Talaván» o «Vereda Real de Castilla», construyendo aquí un puente. Sin embargo, tanto antes como después, el camino que se ha preferido siempre es la Vía de la Plata, cruzando el Tajo en el puente de Alconétar y la sierra en el puerto de los Castaños.
Los primeros trámites para construir un puente aquí los llevó a cabo el concejo de la villa de Cáceres en 1501, cuando se pidió a los Reyes Católicos que autorizasen a recaudar cien mil maravedís entre los concejos afectados. Aunque se dio la autorización, finalmente hubo que recurrir al mecenazgo de Francisco de Carvajal para construirlo. Entre las aportaciones del mecenas destacó la construcción de una hornacina entre ambos puentes, que albergó durante mucho tiempo una imagen de San Francisco. La obra del conjunto concluyó en torno a 1556.

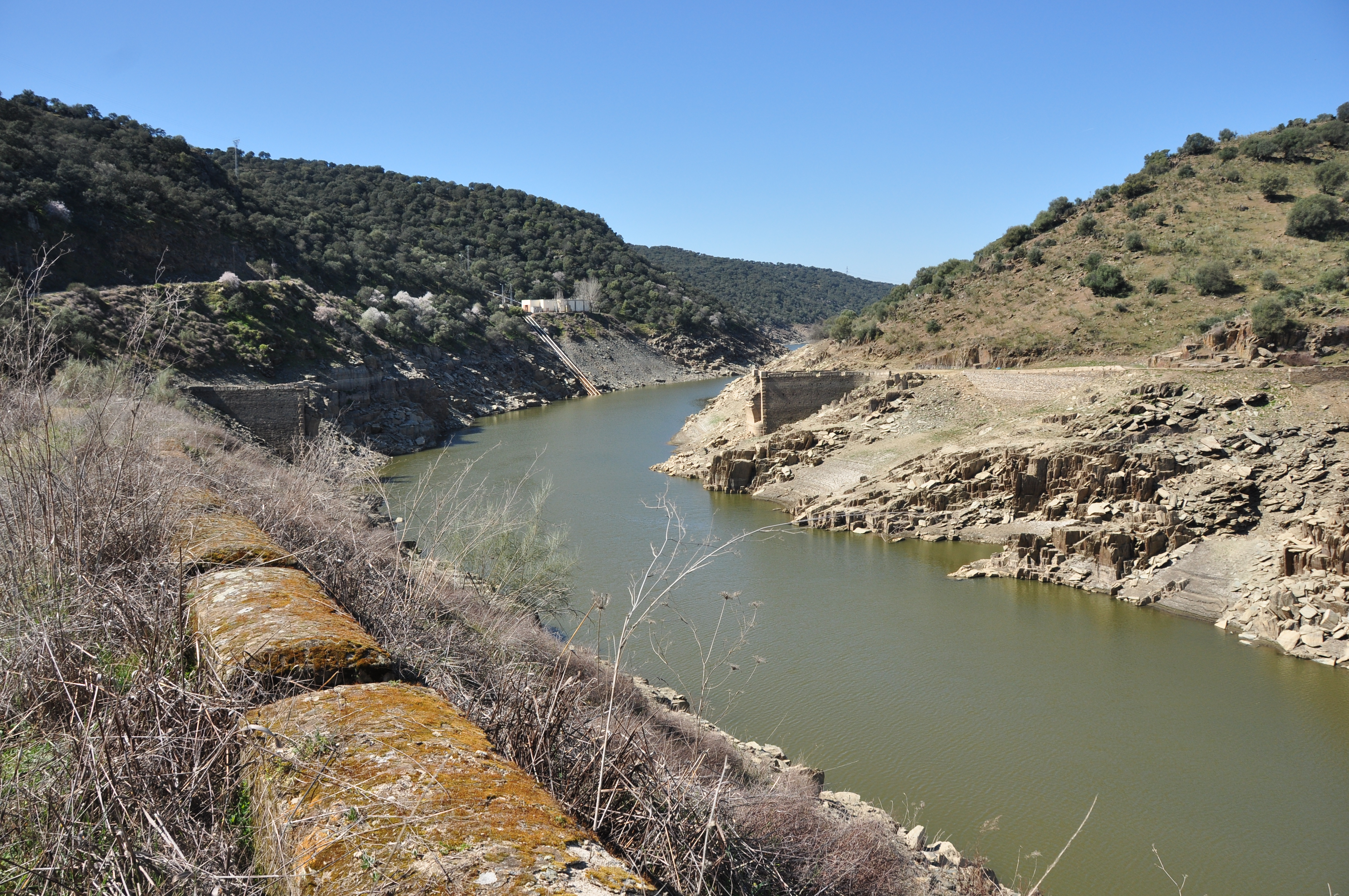
Restos del puente de carretera que sustituyó a los puentes de Don Francisco en la primera mitad del. También acabó sumergido.

El diccionario de Madoz, de mediados del siglo XIX, los describía así en el artículo sobre el río Almonte:

y el último [puente] en el sitio llamado Aijon de Pantoja, en el camino de Talavan á Cáceres, térm. de esta cap., á 2 1/2 leg. de dist.:e este puente se halla 50 pasos por cima de la confluencia de este r. con el Tamuja: abraza ambas corrientes, en términos que son mas propiamente dos, y constan cada uno de un arco y dos ventanas á los costados; se halla sin pretiles, y á pesar de su regular elevacion, se ve cubierto de agua en las grandes crecidas de los r.: se le llama Los puente de D. Francisco, y fue construido en tiempo de Cárlos I á espensas de D. Francisco de Carvajal y Sande, natural de la v. de Cáceres;

Los puentes de Don Francisco estuvieron en uso hasta principios del siglo XX, cuando se construyó el primer puente de la actual carretera EX-390. Posteriormente, todos estos puentes quedaron sumergidos bajo las aguas del embalse de Alcántara, siendo sustituidos por el puente actual.

## Descripción

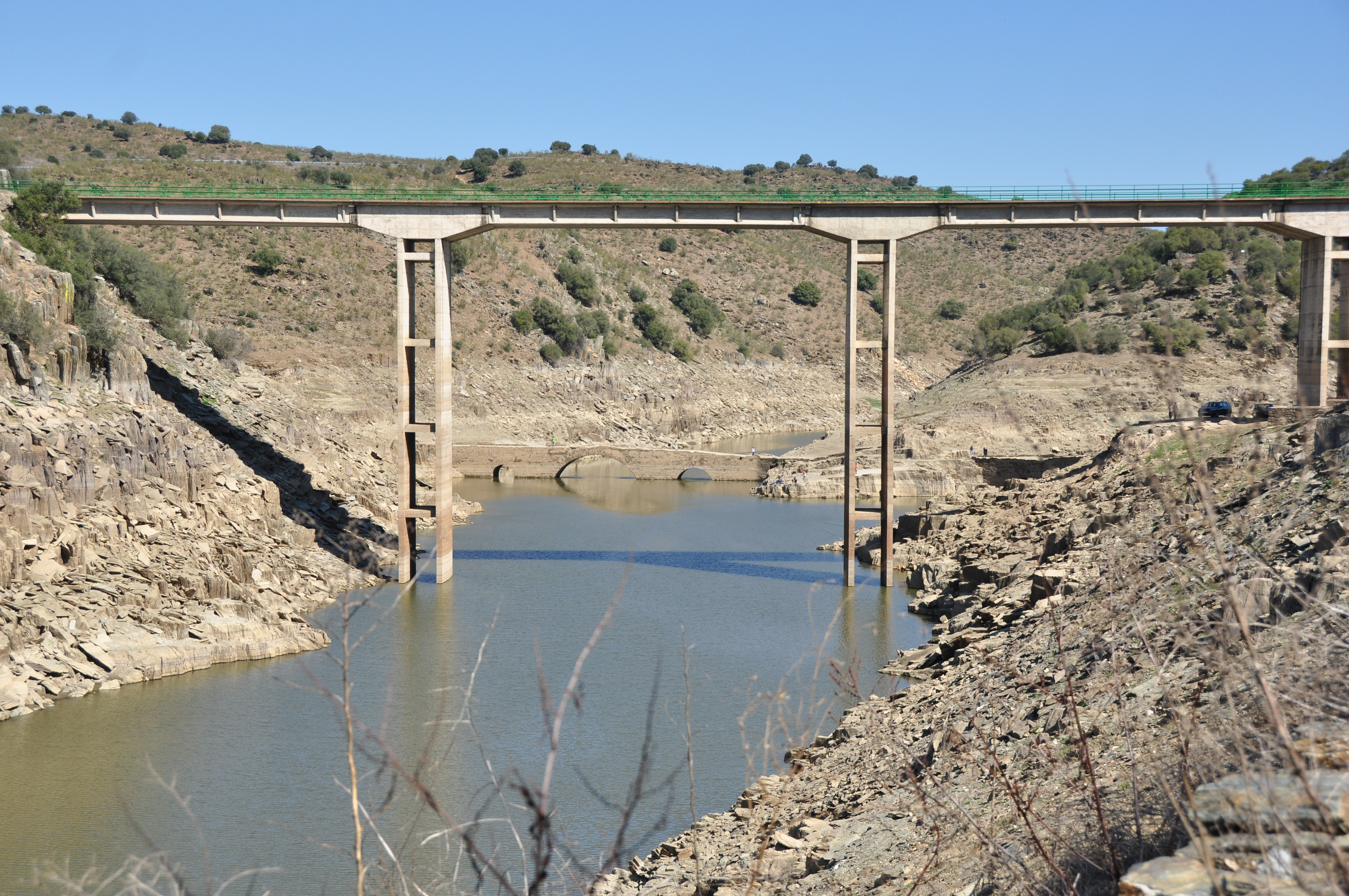
Puente actual de la EX-390, con uno de los puentes de Don Francisco al fondo.

Cuando bajan las aguas del embalse, puede verse lo descrito en el citado diccionario de Madoz: dos puentecillos de pizarra casi sin pretiles, cada uno de ellos con un solo arco central de medio punto más dos pequeños vanos laterales, con una longitud total de 63 metros. Incluyen aguas arriba tajamar triangular con sombrerete piramidal. La calzada está pavimentada con rollos de cuarcita. Se conserva entre ambos puentes la hornacina vacía que albergó la imagen de San Francisco, integrada en un templete de piedra de unos tres metros de altura. La hornacina es una estructura de granito, de forma semicircular y coronada por una bóveda avenerada. Conserva los agujeros de haber tenido una antigua reja para proteger la imagen, y a cada lado se halla delimitada por una pilastra con forma de columnilla abalaustrada, adornada a la mitad con guirnaldas. Corona el templete un entablamento, con una inscripción actualmente ilegible.
El puente de la EX-390 que sustituye a los puentecillos históricos se ubica unos metros río abajo, y fue construido en 1964 para sustituir al puente que se había construido décadas antes con la primera carretera, del que solamente se conservan el inicio y el final unos metros río abajo del puente actual. El motivo de la construcción del puente actual fue crear una variante viaria para esquivar la crecida que provocaría el embalse de Alcántara. Se trata de un puente industrial de concreto sostenido por tres pilares, construido por la empresa Agroman.

## Conservación
Durante varias décadas, los puentes fueron conocidos solamente por algunos historiadores, ciclistas, senderistas y vecinos de los Cuatro Lugares. Sin embargo, se hicieron famosos en la sequía de 2012, cuando la prensa los dio a conocer. Esta aparición en prensa, además de atraer visitantes al lugar, supuso la intervención de la Junta de Extremadura. En marzo de ese año, la arqueóloga Trinidad Nogales, consejera de Educación y Cultura, comunicó que la Junta estaba valorando las diversas posibles opciones para preservar el patrimonio histórico, incluyendo un posible traslado a un lugar no sumergido como se había hecho con el cercano puente de Alconétar; sin embargo, se señaló que no se tomaría ninguna decisión hasta consultar a diferentes expertos.
El principal objeto de polémica en las consultas a los expertos fue la hornacina, que todos coincidían que era el objeto de mayor valor histórico-artístico. La catedrática María del Mar Lozano Bartolozzi defendía que había que rescatarla sin que perdiera su contexto, instalándola en un lugar cercano no sumergido; a esto se oponían varios historiadores locales, que consideraban que no debería quedarse en el campo y pidieron trasladarla al Museo de Cáceres. La peculiar distribución de los términos municipales complicó el debate, pues la hornacina pertenece a Trujillo pero se halla a 50 km de dicha ciudad. Finalmente, se decidió que permaneciera en su sitio para no descontextualizarla. Debido a ello, tanto el puente como la hornacina permanecen actualmente en su ubicación original, quedando la mayor parte del tiempo sumergidos y apareciendo en tiempo seco.